# Space Commander
Space Commander war die erste funktionsfähige, kabellose Fernbedienung für Fernseher. Sie wurde 1956 von der Firma Zenith Electronics Corporation vorgestellt.

## Geschichte
Bereits 1950 hatte Zenith die Fernbedienung Lazy Bones (deutsch: Faulpelz) – die erste Fernbedienung überhaupt – vorgestellt. Diese war allerdings noch mit einem Kabel am Fernseher angeschlossen. Daraus ergab sich das Problem, dass das Kabel leicht im Weg sein und man darüber stolpern konnte. Daher wurde die Fernbedienung vom Markt nicht angenommen. Der Zenith-Firmengründer Eugene F. McDonald bestand jedoch auf einer Weiterentwicklung, da er glaubte, dass „der Zuschauer die lästige Fernsehwerbung nicht zu ertragen bereit sei und ein Werkzeug zum bequemen Wechseln der Sender brauche“.  Um das Problem der Stolperfalle zu beheben, entwickelte der Zenith-Ingenieur Eugene Polley die Flash-Matic, eine Fernbedienung, die den Fernseher mithilfe sichtbaren Lichts steuerte. Sie wurde 1955 der Öffentlichkeit vorgestellt. Über vier Lichtsensoren, die am Fernseher angebracht waren und die man getrennt anvisieren konnte, konnten verschiedene Funktionen ausgewählt werden. Hierbei ergab sich allerdings das Problem, dass der Fernseher sich bisweilen schon durch das vorhandene Licht im Raum einschaltete.
Abhilfe kam von Robert Adler. Der Angestellte von Zenith hatte die Idee, Ultraschall zur Steuerung des Fernsehers einzusetzen. Die Marketingabteilung von Zenith forderte jedoch, dass das neue Gerät keine Batterien verwenden sollte, da die Kunden glauben könnten, das Gerät sei defekt, wenn die Energie der Batterien nachließ. Daraufhin ersann Adler eine Mechanik, bei der kleine Hämmerchen – ähnlich einem Xylophon – auf kleine Aluminiumstäbe schlugen und so Ultraschalltöne erzeugten. 1956 begann der Verkauf der ersten Space Commander Serie. Die Ultraschalltechnik wurde danach noch bis in die 1980er-Jahre eingesetzt, bevor sie durch die Infrarottechnik abgelöst wurde.

## Versionen des Space Commander

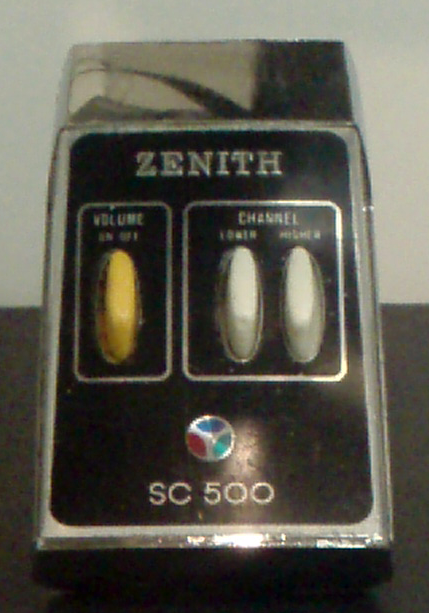
Space Commander 500
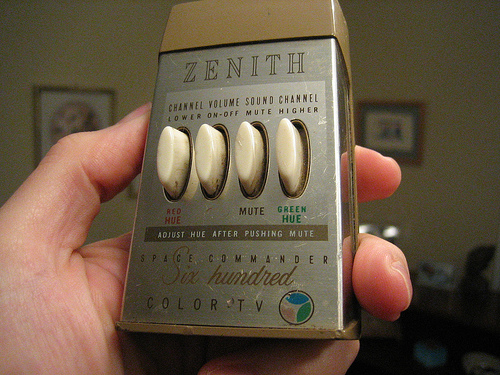
Space Commander 600
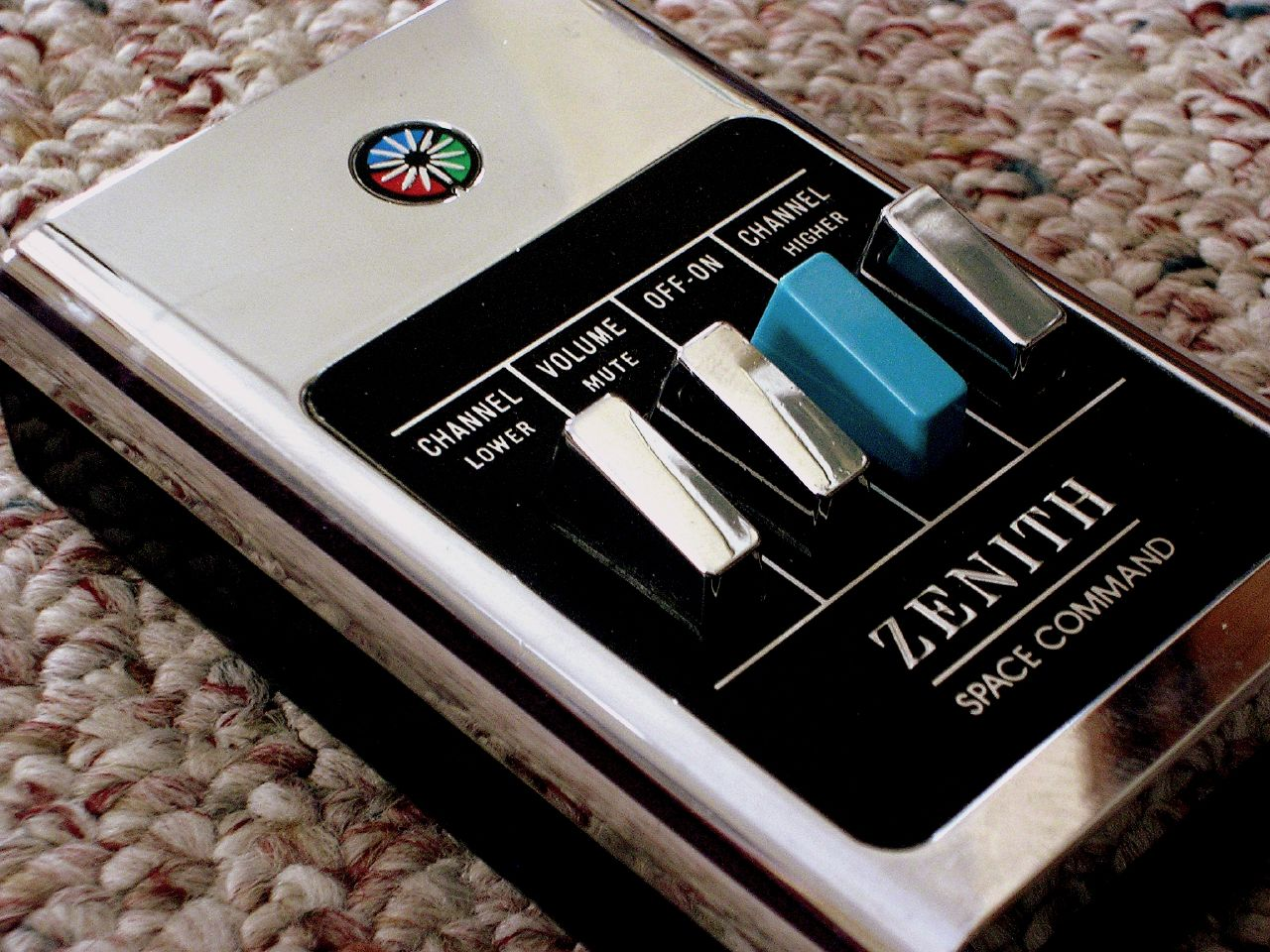
Space Command

## Quelle
- Sven Stillich: Bedienung, bitte! In: Der Spiegel. 2. Dezember 2008, abgerufen am 31. Mai 2018.